# Agromyza oryzae
Agromyza oryzae este o specie de muște din genul Agromyza, familia Agromyzidae. A fost descrisă pentru prima dată de Munakata în anul 1910. Conform Catalogue of Life specia Agromyza oryzae nu are subspecii cunoscute.